# Teucholabis marticola
Teucholabis marticola är en tvåvingeart som beskrevs av Alexander 1931. Teucholabis marticola ingår i släktet Teucholabis och familjen småharkrankar.
Artens utbredningsområde är Colombia. Inga underarter finns listade i Catalogue of Life.